# Salvador Ruiz
Salvador Ruiz Rodríguez (ur. 17 maja 1995 w Albal) – hiszpański piłkarz występujący na pozycji obrońcy w Deportivo La Coruña.